# Cleveland Automobile Company (1919)

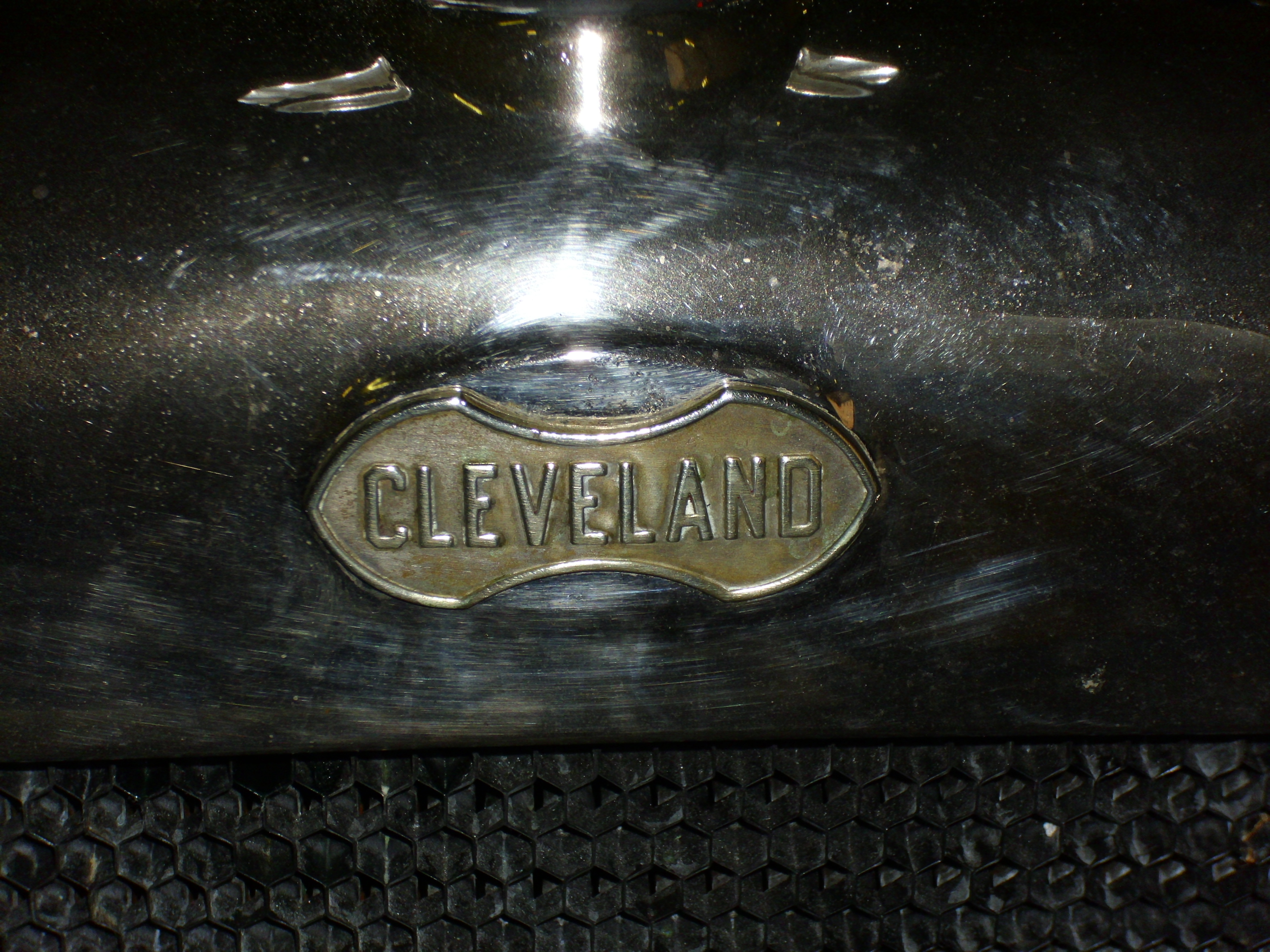
Emblem

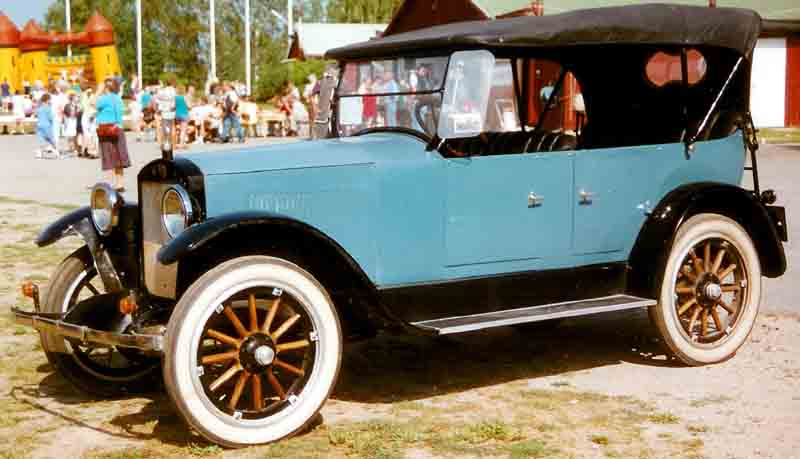
Cleveland Modell 40 Tourenwagen (1920)

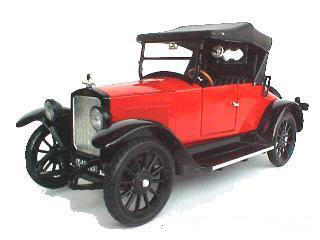
Cleveland Roadster (1920)

Cleveland Automobile Company war ein US-amerikanischer Automobilhersteller. Der Markenname lautete Cleveland. Das Unternehmen gehörte zur Chandler Motor Car Company in Cleveland in Ohio, die diese Marke 1919 als Billigmarke neben ihrer eigentlichen Automarke Chandler einführten.
Es bestand keine Verbindung zur Cleveland Automobile Company, die von 1902 bis 1904 in der gleichen Stadt ansässig war.

## Beschreibung
Tatsächlich entsprachen die Cleveland-Automobile im Wesentlichen den Chandler-Automobilen, hatten aber kürzere Radstände. Angetrieben wurden die Fahrzeuge von einem seitengesteuerten Reihensechszylindermotor mit 45 bhp (33 kW). Im letzten Produktionsjahr, 1926, kam noch ein Modell mit 60 bhp-(44 kW)-Motor dazu. Im Folgejahr ersetzte ein billigeres Chandler-Modell die Marke Cleveland.

## Modelle
| Modell | Bauzeitraum | Zylinder | Leistung       | Radstand     |
| ------ | ----------- | -------- | -------------- | ------------ |
| 40     | 1919–1920   | 6 Reihe  | 45 bhp (33 kW) | 2845 mm      |
| 41     | 1921–1922   | 6 Reihe  | 45 bhp (33 kW) | 2845 mm      |
| 42     | 1923–1925   | 6 Reihe  | 45 bhp (33 kW) | 2858–2921 mm |
| 31     | 1926        | 6 Reihe  | 45 bhp (33 kW) | 2756 mm      |
| 43     | 1926        | 6 Reihe  | 60 bhp (44 kW) | 2921 mm      |

## Rekorde
Im Dezember 1924 erzielte Ralph Mulford mit einem Serienmodell einen Geschwindigkeitsrekord am Mount Wilson. 1925 fuhr er 1000 Meilen in 14 Stunden auf dem Speedway in Culver City (Kalifornien) ohne Reparaturen am Motor, ebenfalls ein neuer Rekord.

## Übersicht über Pkw-Marken aus den USA, dieClevelandbeinhalten
| Marke                   | Hersteller                                 | Vermarktungsbeginn | Vermarktungsende | Ort, Bundesstaat        |
| ----------------------- | ------------------------------------------ | ------------------ | ---------------- | ----------------------- |
| Cleveland               | Sperry Engineering Company                 | 1898               | 1900             | Cleveland, Ohio         |
| Cleveland               | General Automobile & Manufacturing Company | 1902               | 1902             | Cleveland, Ohio         |
| Cleveland               | Cleveland Automobile Company (von 1902)    | 1902               | 1904             | Cleveland, Ohio         |
| Cleveland               | Cleveland Motor Car Company                | 1905               | 1909             | New York City, New York |
| Cleveland               | Cleveland Electric Vehicle Company         | 1909               | 1910             | Cleveland, Ohio         |
| Cleveland               | Cleveland Cyclecar Company                 | 1914               | 1914             | Cleveland, Ohio         |
| Cleveland               | Cleveland Automobile Company (von 1919)    | 1919               | 1926             | Cleveland, Ohio         |
| Cleveland Three-Wheeler | American Bicycle Company                   | 1900               | 1901             | Cleveland, Ohio         |